# Церковь Иоакима и Анны (Носовское)
Храм святых Богоотец Иоакима и Анны — православный храм, расположенный в селе Носовское (ранее — Степановское) Череповецкого района Вологодской области.

## История
В 1473—1486 гг. князем Михаилом Андреевичем были даны две жалованные грамоты Череповецкому Воскресенскому монастырю, в которых село Стефановское впервые упоминается в числе владений обители. 1504 годом датируется несудимая грамота великого князя Ивана Васильевича на митрополичьи земли, в которые входило также Степановское.
В XVI—XVIII вв. Степановское было центром Стефановской кулиги, то есть территориально обособленной части владений Череповецкого Воскресенского монастыря. Вплоть до 1668 г. жители кулиги относились к приходу села Федосьева (центр его находился на территории современной Красноармейской площади Череповца). Известно, что в Носовском проживали в том числе старицы, то есть монахини.
В 1610—1618 гг. происходило разорение Череповецкого края польско-литовскими интервентами, которому подверглись и Степановские деревни.
В 1668 году по благословению Московского патриарха Иоасафа II Носовской приход. Первый деревянный храм был освящен в честь святых праведных Иоакима и Анны. Именно в храме Иоакима и Анны служил в 1683—1697 священник Григорий Марков, родоначальник священнической династии Орнатских.
В конце XVII века рядом с церковью свв. Иоакима и Анны возводится деревянный храм во имя Воскресения Христова с приделом св. пророка Илии В 1703 году вотчины Белозерского и Пошехонского уездов, включая владения Воскресенского монастыря Череповца, указом царя Петра приписаны к Олонецкой верфи. В связи упразднением Петром патриаршества и учреждением Святейшего и Правительствующего Синода в 1720-е годы Степановская кулига перешла в разряд синодальных земель.
В 1764 году, в ходе секуляризации императрицы Екатерины II, был упразднен Череповецкий Воскресенский монастырь. Его владения перешли в разряд государственных земель. В 1770 году сгорела деревянная Богоиоакимовская церковь. В 1775 году по благословению епископа Вологодского Иринея перенесли из села Богородского деревянную церковь во имя святителя Леонтия Ростовского и освящают её во имя святых Иоакима и Анны.
В 1788 году была построена летняя каменная церковь во имя Воскресения Христова. В 1795 году была построена восьмигранная шатровая колокольня. В 1814 году началось строительство зимнего каменного храма на месте разобранной церкви святых Иоакима и Анны. Предположительно, центральный придел храма был освящен в 1824 году, а приделы во имя святителя Николая и пророка Илии в 1827-м.
В 1840-е годы Воскресенский храм был расписан. В настоящее время росписи полностью утрачены.
В 1889 году богослужение в храме совершал викарий Новгородской епархии епископ Старорусский Владимир (Богоявленский), впоследствии — митрополит Московский, Санкт-Петербургский, Киевский.
В начале Первой Мировой войны прихожане собирали пожертвования и вещи для воинов. За это настоятель храма и прихожане были удостоены благодарности императрицы Александры Феодоровны в 1914 году.
В марте 1924 года патриархом Тихоном для борьбы с обновленческим расколом было учреждено Череповецкое викариатство. Епископом Череповецким, викарием Новгородской епархии, был назначен владыка Макарий (Опоцкий). Храм в Носовском становится центром борьбы с обновлечеством. 21 апреля 1924 года прибывший епископ Макарий получает разрешение служить в храме в Носовском, фактически этот храм становится первым кафедральным собором Череповца Патриаршей Церкви. В июне 1924 года епископ Макарий, упрочив свое положение и имея определённый успех в борьбе с обновленчеством, переносит свою резиденцию в село Богородское.
В 1927 году настоятель храма протоиерей Сергий Смирнов и прихожане активно выступали против григорианского раскола. В июне 1927 года было создано Череповецкое благочиние и Череповецкое окружное викариатство, объединившие разрозненные общины, не уклонившиеся в расколы. В 1927 году протоиерей Сергий Смирнов под давлением властей вынужден был покинуть Череповецкий край. Однако Носовской приход продолжает хранить верность Патриаршей Церкви.
9 июля 1928 года, в день празднования Тихвинского образа Божией Матери, богослужение в храме совершил управляющий Новгородской епархией архиепископ Тихвинский Алексий (Симанский, впоследствии Святейший Патриарх Московский и всея Руси).
В 1934 году решением Череповецкого райисполкома был закрыт Воскресенский храм, его переоборудовали под склад. Решением Ленинградского облисполкома был запрещен колокольный звон на территории Череповецкого района. В конце 1930-х была снесена колокольня, пришедшая к тому времени в ветхое состояние.
В 1937 году был арестован настоятель священник Димитрий Богоявленский и группа активных прихожан. Священнослужитель был приговорен к расстрелу. С этого момента богослужения в храме были временно прекращены, но сам храм не был разорен, верующие имели к нему доступ.
В июне 1941 года исполком Шубацкого сельсовета принял решение о ликвидации храма Богоотец Иоакима и Анны и переоборудованию его под клуб, но начавшаяся Великая Отечественная война помешала реализации этого решения.
10 ноября 1942 года было выдано разрешение на возобновление богослужений в приходе с. Носовского. До 1946 года это была единственная действующая церковь на территории современной Череповецкой епархии. Настоятелем храма стал священник Павел Орнатский.
В годы войны прихожане храма активно собирали пожертвования для нужд фронта. Более 70 % пожертвований от Вологодской епархии было собрано Носовским приходом. Настоятель и председатель приходской общины были удостоены благодарственной телеграммы И. В. Сталина.
Согласно воспоминаниям, в храме в 1942 году был крещен поэт Иосиф Бродский, находившийся в Череповце вместе с матерью в эвакуации из блокадного Ленинграда.
В 1952—1958 гг. в Носовском храме служил архимандрит Симеон (Чернов). В 1980-е гг. Воскресенский храм пришел в аварийное состояние. В 2005—2007 гг. был проведен ряд масштабных ремонтных работ.
С 2011 года от храма свв. Иоакима и Анны совершается ежегодный крестный ход до бывшего Парфеновского монастыря.
В 2018 году храм стал подворьем Свято-Троицкого Филиппо-Ирапского мужского монастыря.

## Настоятели храма
Священник Софоний Филиппов (1668—1680)
Священник Гавриил Софронов (1681—1683)
Священник Григорий Марков (1683—1694)
Священник Иоанн Григорьев (1694—1744)
Священник Парфений Алексеев (1744—1779)
Священник Михаил Стефанов (1779—1789)
Священник Иоанн Афанасьев (1789—1820)
Протоиерей Василий Стефановский (1820—1859)
Священник Петр Стефановский (1859—1906)
Священник Кирилл Цветков (1906—1924)
Протоиерей Сергий Смирнов (1924—1929)
Протоиерей Феодор Смирнов (1929—1931)
Священник Димитрий Богоявленский (1931—1937)
Священник Павел Орнатский (1942—?)
Архимандрит Симеон (Чернов) (1952—1958)
Протоиерей Феодор Малышев (1958—1961)
Иерей Иоанн Пономарев (1961—1973)
Протоиерей Иаков Гончарук (1975—1979)
Протоиерей Валерий Белов (2005—2015)
Протоиерей Константин Лобанов (2015—2016)
Иеромонах Феодосий (Белов) (2016—2017)
Игумен Иов (Чернышев) (2017—2021)
Протоирей Алексий (Алин) (2021)
Иеромонах Серафим (Курцев) (август 2021 — н. в.)

## Святыни храма
Чудотворный Тихвинский образ Божией Матери
чтимый образ покровителей семьи святых Богоотец Иоакима и Анны
ковчег с мощами свт. Николая Чудотворца и вмч. Пантелеимона
икона с частицами мощей свтт. Тихона и Макария Московских
икона с частицей мощей прп. Сергия Радонежского
икона с частицей мощей прп. Амфилохия Почаевского
ковчег с частицами мощей святых угодников Божиих.